# Edwardsville (Alabama)
Edwardsville – miasto w Stanach Zjednoczonych, w stanie Alabama, w hrabstwie Cleburne. W roku 2023 miasto zamieszkiwało 212 osób, a gęstość zaludnienia wynosiła niespełna 5 osób/km².